# Kerivoula muscina
Kerivoula muscina é uma espécie de morcego da família Vespertilionidae. Endêmica da Papua-Nova Guiné.
Os seus habitats naturais são: florestas secas tropicais ou subtropicais.